# Ludwik Koziebrodzki
Ludwik Maria Koziebrodzki h. Jastrzębiec (ur. 23 czerwca 1869 w Chlebowie, zm. 10 listopada 1928 we Lwowie) – działacz społeczny, poseł na Sejm Krajowy Galicji X kadencji członek Wydziału Krajowego we Lwowie.

## Życiorys
Był synem Szczęsnego i Olgi z Golejewskich. Członek Towarzystwa Kółek Rolniczych we Lwowie, prezes Zarządu Powiatowego w Skałacie (1914). Został wybrany posłem na Sejm Krajowy Galicji z I kurii z obwodu tarnopolskiego. 
Po odzyskaniu niepodległości pełnił funkcję prezesa Okręgu Lwowskiego Polskiego Czerwonego Krzyża.

## Rodzina
Żoną Ludwika (przez krótki okres) była Izabella Ida ze Ścibor-Rylskich, jedna z pierwszych studentek na Akademii Sztuk Pięknych w Krakowie. Nie mieli dzieci.

## Ordery i odznaczenia
- Krzyż Oficerski Orderu Odrodzenia Polski (27 listopada 1929)[6]